# Химба
Химба — народ (численность — 20 000-50 000 человек), проживающий в северной Намибии в области Кунене. Химба — кочевой народ, ведущий своё происхождение от народа гереро, говорящий на языке отжихимба (англ. Otjihimba), диалекте языка гереро.

## Происхождение
Химба (вместе с гереро) мигрировали в Намибию из восточной Африки несколько сотен лет назад. Около 150 лет назад гереро отделились от химба и переселились дальше на юг.

## Хозяйственные занятия
Химба занимаются разведением рогатого скота, коз и овец. Женщины являются ответственными за дойку коров. Также женщины заботятся о детях (одна женщина может взять на себя заботу о детях другой). Помимо этого, женщины зачастую выполняют более тяжёлую работу, чем мужчины: носят воду в деревню и строят дома.

## Жилище
Дома химба имеют конусообразную форму и строятся из молодых деревьев, которые затем покрываются грязью и навозом.

## Верования
Химба сохранили свои традиционные верования, в том числе культ предков и ритуалы, связанные со священным огнём (окоруво), которые считаются важным связующим звеном между миром живых и загробным миром. Священный огонь поддерживается пока жив глава племени. Когда же он умирает, его дом разрушают, а огонь тушат. Его семья всю ночь совершает ритуальные танцы. Перед похоронами вождя все говорят ему: «Karepo nawa», что можно перевести как «не болей».
Сама религия Химба относится к монотеистической религии, где верховным божеством является Мукуру, также важную роль играют духи предков, считается, что если Мукуру только благословляет, то предки могут и благословлять и проклинать. Каждая семья химба строит в хижине алтарь со священным родовым огнём, где совершается поклонение предкам и Мукуру через каждые 7-8 дней, таким образом, чтобы семья не утеряла связь с предками, которые по поверьям Химба выступают представителями Мукуру, так как тот почти всегда занят и пребывает в потустороннем мире.
Химба верят в существование омити, или чёрного колдовства, которым владеют злые люди, способные насылать порчу на остальных или даже внушать тёмные мысли. Некоторые химба верят, что смерть всегда вызывается вследствие омити, которое было использовано против жертвы из корыстных целей. Жертвой также часто может избираться близкий родственник или любимый человек. Часто Химба для выявления источника омити обращаются к местным знахарям.

## Одежда
Для химба прическа, одежда и украшения имеют немаловажное значение в их традиционной культуре. Даже новорожденных младенцев украшают жемчужным ожерельем, а дети постарше носят браслеты из меди, украшенные ракушками.
Женщины химба носят юбки из козлиной кожи, украшенные ракушками и ювелирными изделиями из меди.
И мужчины и женщины покрывают своё тело смесью из охры, жира и пепла, чтобы защитить кожу от солнца. Довольно часто в эту пасту (otjize) добавляется ароматическая смола кустарника омузумба. Эта смесь придает их коже красноватый оттенок, который символизирует кровь, которая в свою очередь символизирует жизнь.
Женщины заплетают друг другу косы и также покрывают их этой смесью. По прическе женщины можно определить её семейное положение. Прически мужчин также отражают их семейное положение. Например, женатые мужчины носят тюрбаны.
Современная одежда у химба практически отсутствует, но если она и появляется, то её получают мужчины.
Из современных предметов быта химба используют только пластиковые бутылки и целлофановые пакетики, для хранения вещей, и украшения.

## Родовой строй
Из-за сурового климата пустыни, в которой живут химба, и их изолированности от внешнего мира, племя сумело сохранить свой традиционный образ жизни. Химба живут в родовом строе, основанном на билатеральном наследовании.
Согласно концепции билатерального наследования, каждый член племени принадлежит к двум кланам: по отцовской линии (патриклан) и по материнской линии (матриклан). Возглавляют кланы самые старые мужчины. Сыновья живут в клане своего отца и матери, а дочери, когда выходят замуж, отправляются жить в клан мужа.